# هوكسيت (نيوهامشير)
هوكسيت (بالإنجليزية: Hooksett, New Hampshire)‏ هي بلدة أمريكية تقع في الولايات المتحدة في مقاطعة ميريماك. يقدر عدد سكانها بـ 13,451 نسمة ومساحتها 97.1 كم2 وترتفع عن سطح البحر 65 متر.

## أعلام
- هارلان بيج ديفيدسون